# 일본의 포유류 천연기념물 일람
일본의 포유류 천연기념물 일람은 일본의 문부과학대신이 지정하는 천연기념물(특별천연기념물 포함, 이하 같음) 중, 포유류에 관한 것의 목록.
여기에서는, 천연기념물 지정 기준 '동물'에 기반하여 지정된 천연기념물 중, 포유류의 종 및 서식지, 번식지 등에 관련된 것을 게재한다.
또, 본 문서에서는 국가(일본국 문부과학대신) 지정의 천연기념물을 다루고, 지자체 지정의 천연기념물은 대상 외로 한다.

## 특별천연기념물
모두 종 지정
- 아마미검은토끼
- 이리오모테삵
- 일본산양
- 일본수달

## 천연기념물
'종 지정'이라는 표시가 없는 것은 서식지, 번식지, 품종 등의 지정
- 집박쥐
  - 사이호 박쥐 동굴 및 박쥐(야마나시현)
- 일본견
  - 아키타견, 가이견, 기슈견, 고시노견(1971년 절멸), 시바견, 도사견[1], 홋카이도견
- 토끼박쥐
  - 이와이즈미 용굴 및 박쥐(이와테현)
  - 사이호 박쥐 동굴 및 박쥐(야마나시현)
- 소
  - 미시마섬 소 산지(야마구치현 • 하기시)
- 말
  - 미사키말 및 그 번식지(미야기현 • 구시마시)
- 보닌날여우박쥐(종 지정)
- 관박쥐
  - 이와이즈미 용굴 및 박쥐(이와테현)
  - 사이호 박쥐 동굴 및 박쥐(야마나시현)
- 류큐과일박쥐
  - 에라부과일박쥐(아종 지정)
  - 다이토과일박쥐(아종 지정)
- 작은일본관박쥐
  - 이와이즈미 용굴 및 박쥐(이와테현)
  - 사이호 박쥐 동굴 및 박쥐(야마나시현)
- 류큐긴꼬리자이언트쥐(종 지정)
- 듀공(종 지정)
- 상괭이
  - 상괭이 회유해면(히로시마현)
- 너구리
  - 무코우시마섬 너구리 서식지
- 대마도산달(종 지정)
- 쓰시마삵(종 지정)
- 금강산관코박쥐
  - 이와이즈미 용굴 및 박쥐(이와테현)
- 류큐가시쥐속(종 지정)(이하의 3개는 현재는 아종이 아닌 종으로 취급하고 있다)
  - 오키나와가시쥐
  - 류큐가시쥐
  - 도쿠노섬가시쥐
- 일본산양
  - 가사보리의 산양 서식지(니가타현)
- 일본원숭이
  - 시모키타반도의 원숭이 및 원숭이 서식지 북쪽 한계 지역(아오모리현)
  - 다카사키산의 원숭이 서식지(오이타현)
  - 미노오산의 원숭이 서식지(오사카부)
  - 가규산의 원숭이 서식지(오카야마현)
  - 다카고산의 원숭이 서식지(지바현)
  - 고지마섬의 원숭이 서식지(미야기현)
- 꽃사슴
  - 게라마사슴 및 그 서식지(오키나와현 • 자마미촌)
  - 나라시의 사슴
- 동부긴손가락박쥐
  - 이와이즈미 용굴 및 박쥐(이와테현)
- 겨울잠쥐(종 지정)
- 긴가락박쥐
  - 오고야 박쥐 동굴(야마구치현 시모노세키시)

- 군집
  - 류가도(고치현 가미시): 소형 박쥐류가 서식.

## 같이 보기
- 천연기념물
- IUCN 적색 목록

## 참고 문헌
- 가토 무쓰오 • 누마타 마코토 • 와타나베 가게타카 • 하타 마사노리 감수『일본의 천연기념물』고단샤, 1995년 3월 20일, 1101페이지, ISBN 4-06-180589-4.